# Локалитет Бољетинска река
Локалитет Бољетинска река код Бољетин, општина Мајданпек, археолошко је налазиште римског војног утврђења правоугаоног облика са кружним кулама на угловима.
Утврђење је настало у доба формирања северне границе римске империје. Утврђење је обновљено у византијском периоду. По свом положају, у мањој котлини Ђердапске клисуре, утврђење је имало функцију војног логора. 
Дана 26. маја 1966. године је овај локалитет утврђен за непокретно културно добро и истог дана је уписан као потопљен локалитет.